# La Chartreuse de Parme (téléfilm, 1981)
Pour les articles homonymes, voir La Chartreuse de Parme (homonymie).
Pour plus de détails, voir Fiche technique et Distribution.
La Chartreuse de Parme (La Certosa di Parma) est un téléfilm ouest-germano-franco-italien réalisé par Mauro Bolognini en 1981, inspiré du roman homonyme de Stendhal.

## Synopsis
Fabrice Del Dongo, un jeune noble élevé par sa mère et sa tante, s'engage comme volontaire dans la Grande Armée de Napoléon et participe à la bataille de Waterloo.
Déçu par ses idéaux de gloire, Fabrice retourne à Parme où il entre dans la carrière ecclésiastique et commence la vie de cour.
Cependant, en raison de ses contacts avec un anarchiste, il est contraint de quitter la ville ; il est ensuite capturé et emprisonné dans la citadelle de Parme (it). Il y tombe amoureux de Clélia, la fille du directeur de la prison, qui l'aide à s'échapper.
Fabrizio réussit finalement à s'unir à Clelia, qui lui donnera un enfant ; mais la mort de Clelia et de l'enfant l'obligera à s'isoler dans la chartreuse de Parme, pour y mourir peu après.

## Fiche technique
- Titre français : La Chartreuse de Parme
- Titre original italien : La Certosa di Parma
- Titre allemand : Die Kartause von Parma
- Réalisateur : Mauro Bolognini
- Scénario : Tatina Demby, Jean Gruault, Enrico Medioli d'après Stendhal
- Compagnies de production : France 3, I.T.F., RAI Radiotelevisione Italiana, Tele München Fernseh Produktionsgesellschaft (TMG), Zweites Deutsches Fernsehen (ZDF)
- Pays de production :  Italie -  France -  Allemagne de l'Ouest
- Genre : drame, historique, film d'aventures
- Format d'image : Couleurs - 1,33:1 - Son mono
- Durée : 340 minutes (5 h 40)
- Date de diffusion : 
  - France : 26 décembre 1981 sur France 3
  - Allemagne de l'Est : 16 juillet 1982
  - Suisse alémanique : 23 août 1982
  - Allemagne de l'Ouest : 29 août 1982
  - Italie : 12 septembre 1982[1]
  -  Québec : 20 juillet 1984 à la Télévision de Radio-Canada (6 parties de 55 minutes)[2]

## Distribution
- Marthe Keller (VF : Elle-même) : Gina Sanseverina
- Andrea Occhipinti (it) (VF : François Leccia) : Fabrice del Dongo
- Gian Maria Volonté (VF : Michel Beaune) : Comte Mosca
- Georges Wilson (VF : Lui-même) : Ernesto IV, prince de Parme
- Pascale Reynaud (VF : Elle-même) : Clelia Conti
- Lucia Bosè (VF : Pascale Roberts) : Marchesa del Dongo
- Nelly Borgeaud (VF : Elle-même) : Princesse de Parme
- Yann Babilée (VF : Lui-même) : Le prince héritier
- Marc Porel (VF : José Luccioni) : Lieutenant Robert
- Ottavia Piccolo (VF : Sabine Haudepin) : Marietta
- Peter Capell (VF : Louis Arbessier) : Abbé Blanès
- Hans-Michael Rehberg (VF : Robert Party) : Marquis del Dongo
- Jean Boissery (VF : Lui-même) : Ferrante Palla
- Laura Betti (VF : Jacqueline Porel) : la vivandière
- Heiner Lauterbach (VF : Guy Chapellier) : Comte Pietranera
- Mario Feliciani (VF : Jean Michaud) : Monseigneur Landriani
- Piero Vida (it) (VF : Jacques Ferrière) : Général Conti
- Yves Beneyton (VF : Lui-même) : Sergent
- Teresa Ann Savoy (VF : Annie Sinigalia) : Princesse Pallavicino
- Renato Scarpa (VF : Daniel Brémont) : Rassi
- Giancarlo Prati (VF : Gilles Tamiz) : Ascanio del Dongo
- Roberto Herlitzka (VF : Bob Hubert Morel) : Giletti
- Muzzi Loffredo (VF : Maria Tamar) : Marchesa Raversi
- Franco Ressel (VF : Claude D'Yd) : Général Fontana
- Antonio Orfanò : Le cocher
- Paola Rinaldi (it) (VF : Séverine Barjon) : Cecchina
- Antonello Fassari (it) (VF : Pierre Decazes) : Ludovico
- Bruno Visentin (VF : Marc François) : Borda
- Giancarlo Badessi (VF : Jacques Ebner) : Perdrix
- Victor Cavallo (it)